# منتخب جنوب إفريقيا لاتحاد الرغبي للهواة
منتخب جنوب أفريقيا لاتحاد الرغبي للهواة (بالإنجليزية: South Africa amateur national rugby union team)‏ هو ممثل جنوب أفريقيا الرسمي في المنافسات الدولية في اتحاد الرغبي .